# آبشار سبزرود
آبشارهای دره سبزرود در ۳۵ کیلومتری شمال شهرستان سرایان در استان خراسان جنوبی یکی از محل های بسیار جالب و ییلاقی است که برای کوهپیمایی و صخره نوردی مکان مناسبی است.
در این منطقه حدود ۱۹ آبشار وجود دارد که ارتفاع آنها بین ۱.۵ تا ۱۸ متر متغیر است و حوضچه‌های پای هر آبشار عمقی بین نیم تا دو متر دارند. آبشارهای دره سبز رود سرایان در فهرست میراث طبیعی ملی ثبت شدند.

## دسترسی
برای دیدن از آبشار دره سبز باید  چند روستا را پشت سر بگذرانیم. آخرین روستا کریمو است. طی مسیر منظره کوهی با صخره هایی که رنگ آن‌ها سفید و بسیار بلند می باشد مسیر حرکت را مشخص می کند. این مسیر در کنار رودخانه ای قرار گرفته که به یک سد منتهی می شود. منطقه آبشارهای دره سبزرود جزو مناطق حفاظت شده است و گونه های ارزشمند جانوری مانند بزکوهی و قوچ را می‌توان در آن‌جا دید. این مکان خوش آب و هوا علی‌رغم مناظر زیبای خود با وجود درختان گردو که صفا و زیبایی آن را دو چندان کرده است برای کوه نوردان و تفریح گردشگران مکان بسیار مناسبی است.